# 唇よ、熱く君を語れ
「唇よ、熱く君を語れ」（くちびるよ、あつくきみをかたれ）は、渡辺真知子の7作目のシングル。1980年（昭和55年）1月21日にCBS・ソニー（現：ソニー・ミュージックレーベルズ/ソニー・ミュージックレコーズ）より発売。
同年8月21日に発売された7枚目のアルバム『Libra』に収録された。カップリング曲「海辺の昼下り」は6枚目のアルバム『メモリーズ』収録曲。

## 概要
- 同年春のカネボウ化粧品の新ブランド「LADY 80（レディエイティ）」の口紅のCMソング[1][2]。累計売り上げは42.6万枚を記録した（オリコンチャート集計）。
- 2020年1月からオンエアされている同じカネボウ化粧品の口紅のCM「I HOPE」編に40年ぶりに起用された。ただし、渡辺本人の歌唱ではなく他の歌手がカバーしている。当初歌手名は明かされていなかったが[2]、2021年7月よりオンエアされた新バージョンのCM発表にあたり、歌唱がCrystal Kayであることが明かされた[3]。

## エピソード
- 作詞者の東海林良は、曲名について「作詞者自身としては、女性に対して『君自身のことを語ってくれ』という趣旨でこのタイトルをつけた。当時、女性を第三者的立場から応援する曲はあったが、女性に対して直接発言を促すような曲はなかったと思う。」と述べている。また東海林は「当時、渡辺真知子がこの曲のシングル盤のジャケットを見せに来たとき、（ブルー等、大人の雰囲気の曲が続いていたことから）『どう、10年若返ったでしょ!』と言っていた」とも述べている。
- 渡辺は『速報!歌の大辞テン』（日本テレビ）等のテレビ番組で、デビュー・シングル『迷い道』から6枚目の『季節の翳りに』は全て失恋ソングであったことから、この曲について「7曲目で初めての明るい曲で、素の自分を出すことが出来て嬉しかった」「この曲は今でもコンサートで思いっきり盛り上がれる曲で、30周年記念コンサートでも歌った」という趣旨の発言をしている。
- 当時、竹内まりやの「不思議なピーチパイ」（資生堂）、庄野真代の「Hey Lady 優しくなれるかい」（ポーラ化粧品）の2曲も同じく化粧品会社のCMでヒットしていたことから、渡辺を含めた3人には名前のイニシャルに由来して「3M」という称号が与えられていた。特に、竹内の「不思議なピーチパイ」は「唇よ、熱く君を語れ」と同時期にヒットしていた。
- TBS系の音楽番組『ザ・ベストテン』には、1980年3月13日に10位で初登場。同年4月10日から3週連続2位を獲得した[4]。
- 当初はアップテンポで躍動感のある振り付けで歌っていたが、その後、テンポを落としたしなやかな歌唱に変更しており、レコードでもこちらのバージョンが採用されている。
- カネボウ化粧品のブランド「KANEBO」のYouTubeチャンネル「【I HOPE.】Ch」では同社の新たなコンセプトである「化粧愛。」のコンセプトムービーと共にこの楽曲が使用されている[5]。

## 収録曲
- 全作曲：渡辺真知子　編曲：船山基紀

1. 唇よ、熱く君を語れ
作詞：東海林良
2. 海辺の昼下り
作詞：渡辺真知子